# Сибірська кішка
Сибірська (англ. Siberian, SIB)  — порівняно молода порода кішок.

## Історія
Це російська порода, виведена на основі аборигенних кішок. Перший стандарт був затверджений у 1990 році Радянською Фелінологічною Федерацією. У 1992 році стандарт сибірської породи офіційно реєстрували у «Всесвітній організації любителів кішок» (WCF). Пізніше цю породу визнали й інші міжнародні організації. У 1997 році вона визнана FIFE, а в 2000 році — CFA.

## Характер
Кішки сибірської породи рухливі, ласкаві, грайливі. Вони невибагливі, витривалі, добре пристосовані до умов життя в помірних і середніх широтах. Характер спокійний, урівноважений. Іноді бувають норовливі. Можуть жити в приміщеннях, але воліють частіше бувати на вулиці.

## Зовнішній вигляд
Сибірські кішки — це середні й великі за розміром, сильні, масивні тварини. Тіло міцне, трохи витягнуте, пропорційне, із розвиненою рельєфною мускулатурою. Кістяк міцний. Груди об'ємні. Спина й поперек добре розвинені, міцні. Спина пряма. Кінцівки сильні, помірної довжини. Лапи великі, округлі, з пучками шерсті між пальцями. Хвіст середньої довжини, широкий і товстий в основі, звужений до кінчика, пухнастий. Опушений рівномірно. Коти більші за кішок.
Голова порівняно велика, широка (особливо в котів). Має форму короткої широкої трапеції. Чоло пласке (трохи опукле), невисоке. Верхня частина голови із плавним переходом від невисокого чола до спинки носа. Ніс широкий, прямий, середньої довжини. Не повинно бути стопа й кирпатості. Вилиці низькі, добре виражені, широкі. Підборіддя сильне, масивне, але не випукле. Щоки повні. Вуха середньої величини, стоячі, трохи нахилені вперед. Широкі біля основи, звужуються догори, кінчики трохи заокруглені. Зовнішня частина вуха вертикальна. Основа зовнішнього краю вуха розташована трохи вище рівня очей. Бажано, щоб на вухах були китиці. Очі середньої величини, округлі, широко розставлені, виразні. Поставлені трохи косо. Колір очей однорідний — зелений або жовтий будь-якого відтінку. Шия коротка, сильна.

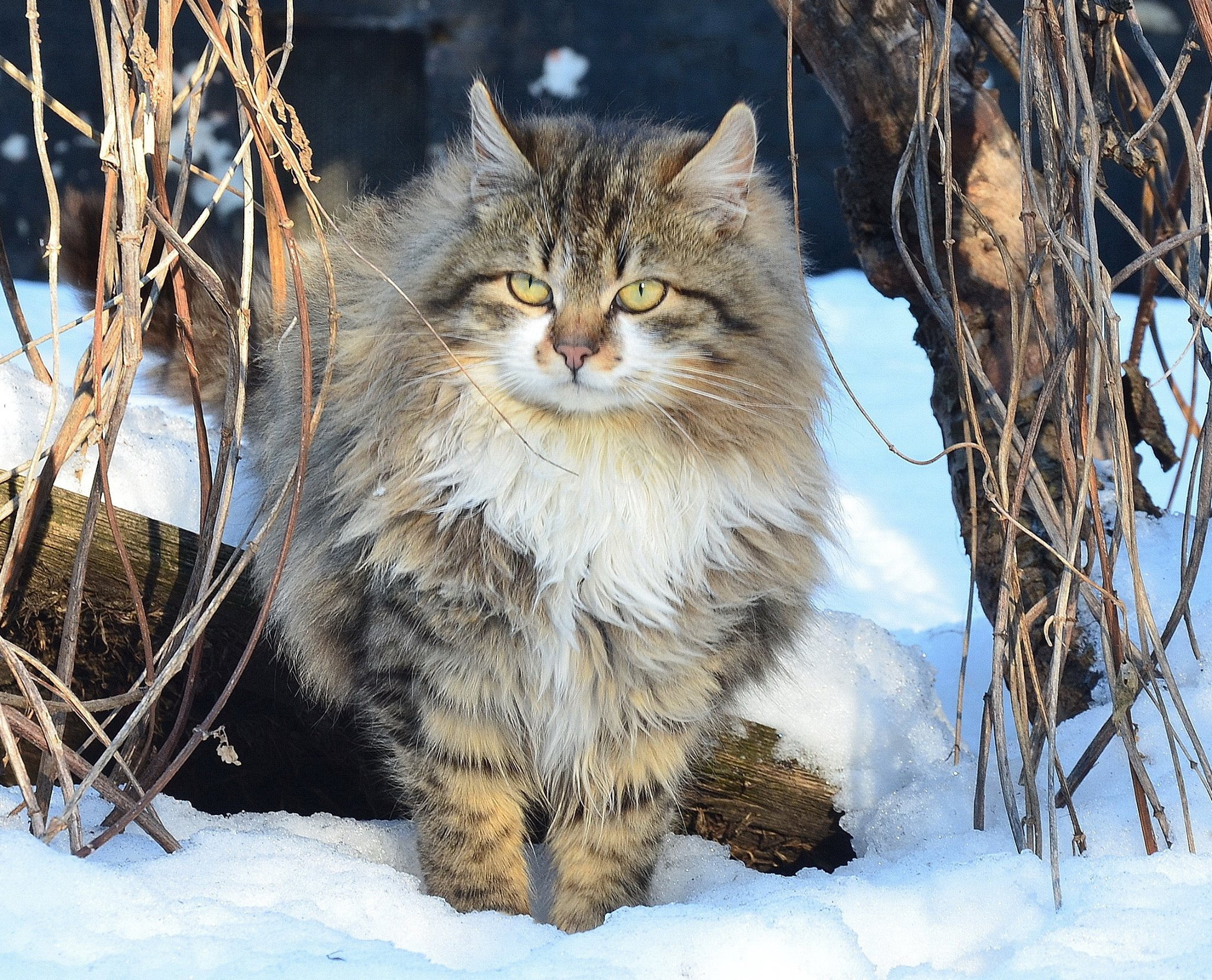
Сибірська (англ. Siberian, SIB) кішка зимою

Шерсть густа, шовковиста, м'яка. Покривне волосся тверде, блискуче, водовідштовхувальне. Спадає зі спини на боки й верхню частину хвоста. На боках шерсть м'якша, густа, слабко прилягає. Підшерстя подвійне. Прикрашальна шерсть довга, густа, у вигляді коміра навколо шиї, гриви. На задніх кінцівках — пишні «штани» (галіфе). Хвіст добре опушений. При сезонному линянні прикрашальна шерсть випадає (залишається в основному на хвості). Стан розвитку шерстного покриву залежить від сезону: у теплий час (улітку) він короткий. Восени ріст волосся відновлюється: підшерстя стає густим, довгим.

### Забарвлення
Допускаються всі варіанти забарвлення, а також з білим і малюнком таббі. Колір очей зелений або жовтий будь-якого відтінку. У тварин білого забарвлення блакитні очі. Кішок із забарвленням колорпоінт розводять як самостійну породу — невська маскарадна.

## Невська маскарадна
Невська маскарадна (англ. Neva maskerade, NEV)  — виведена на основі сибірських кішок з гімалайським забарвленням.

### Зовнішній вигляд
Невська маскарадна — сильна, масивна, мускуляста тварина з міцним кістяком. Не повинна бути схожою на перських кішок. Має великі або середні розміри. Самки значно менші. Вага котів досягає 6-10 кг, кішок — 4-6 кг, кастратів — 10-12 кг. Тіло міцне, трохи витягнуте, з рельєфною мускулатурою. Кінцівки помірної довжини, товсті, сильні. Груди широкі, об'ємні. Спина й поперек розвинені добре, міцні. Спина пряма. Лапи округлі, великі. Між пальцями пасма шерсті. Хвіст широкий біля кореня, завдовжки майже до лопаток. Виглядає міцним. Добре опушений, з тупим кінцем.
Голова порівняно велика, широка (у котів значно ширша, ніж у кішок). Нагадує короткий тупий трикутник. Морда округла. Череп помірно опуклий, перехід від чола до носа злегка опуклий, з невеликою сіделкою. Ніс довгий, прямий, широкий, не задертий. Допускається легкий вигин, який трохи підіймається до чола. Вилиці низькі. Щоки повні. Має сильні жувальні м'язи. Підборіддя добре виражене, сильне, невипукле. Вуха середньої величини, стоячі, трохи нахилені вперед. Широкі біля основи, звужені до верхівки, із заокругленими кінчиками. Розставлені широко — на відстань більше ширини одного вуха в його основі. Зовнішня лінія вуха вертикальна, основа розташована на рівні лінії очей. Бажана наявність на вушних раковинах китиць і щіток. Очі великі й середні, округлі, широко розставлені, виразні. Колір однорідний — насичений блакитний. Довжина від очей до носового дзеркальця вдвічі більша, ніж відстань між очима. Шия сильна, коротка.
Шерсть добре розвинена, густа, шовковиста, блискуча. Довга на шиї, грудях, хвості, задніх кінцівках, де утворює галіфе («штанці»). На шиї бажана наявність коміра. Коротка шерсть на плечах і голові. Покривне волосся тверде, блискуче, подовжується від лопаток до крупу. Спускається на боки й верхню частину хвоста. На боках шерсть м'якша, але дуже густа. Підшерстя двох типів, залежно від сезону: коротке, припасоване, рідке у теплий час; узимку — дуже густе.

## Світлини

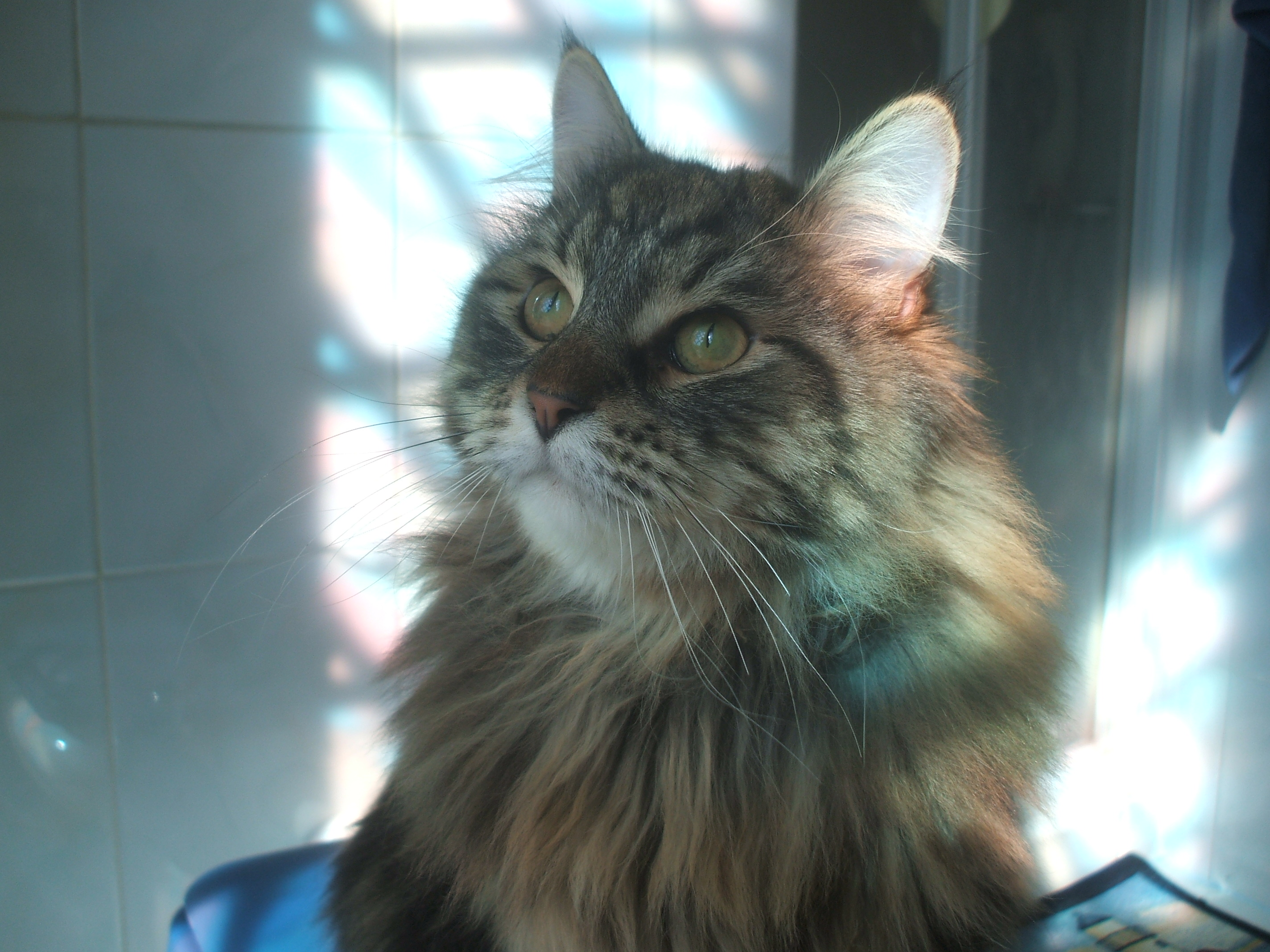
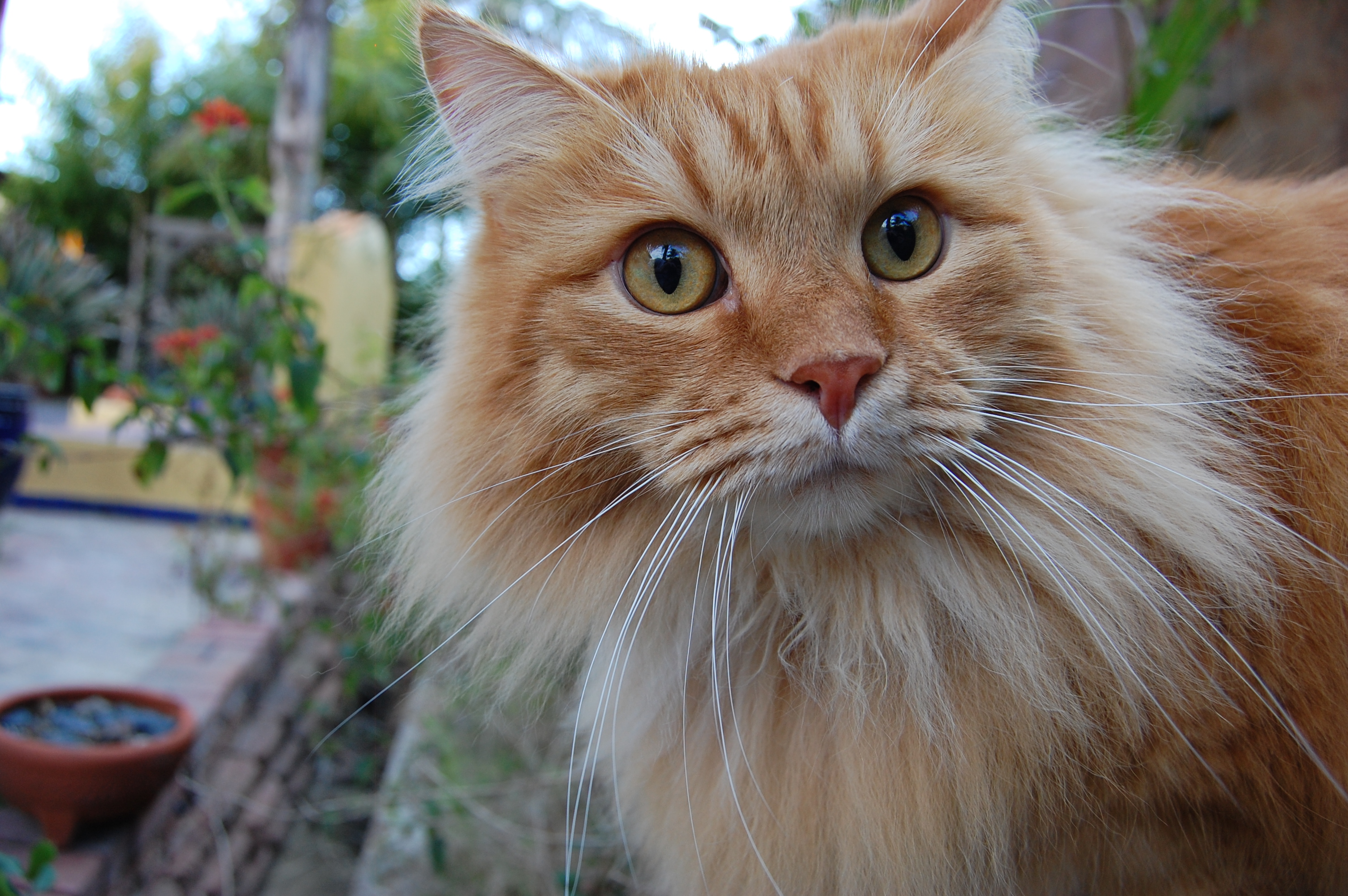
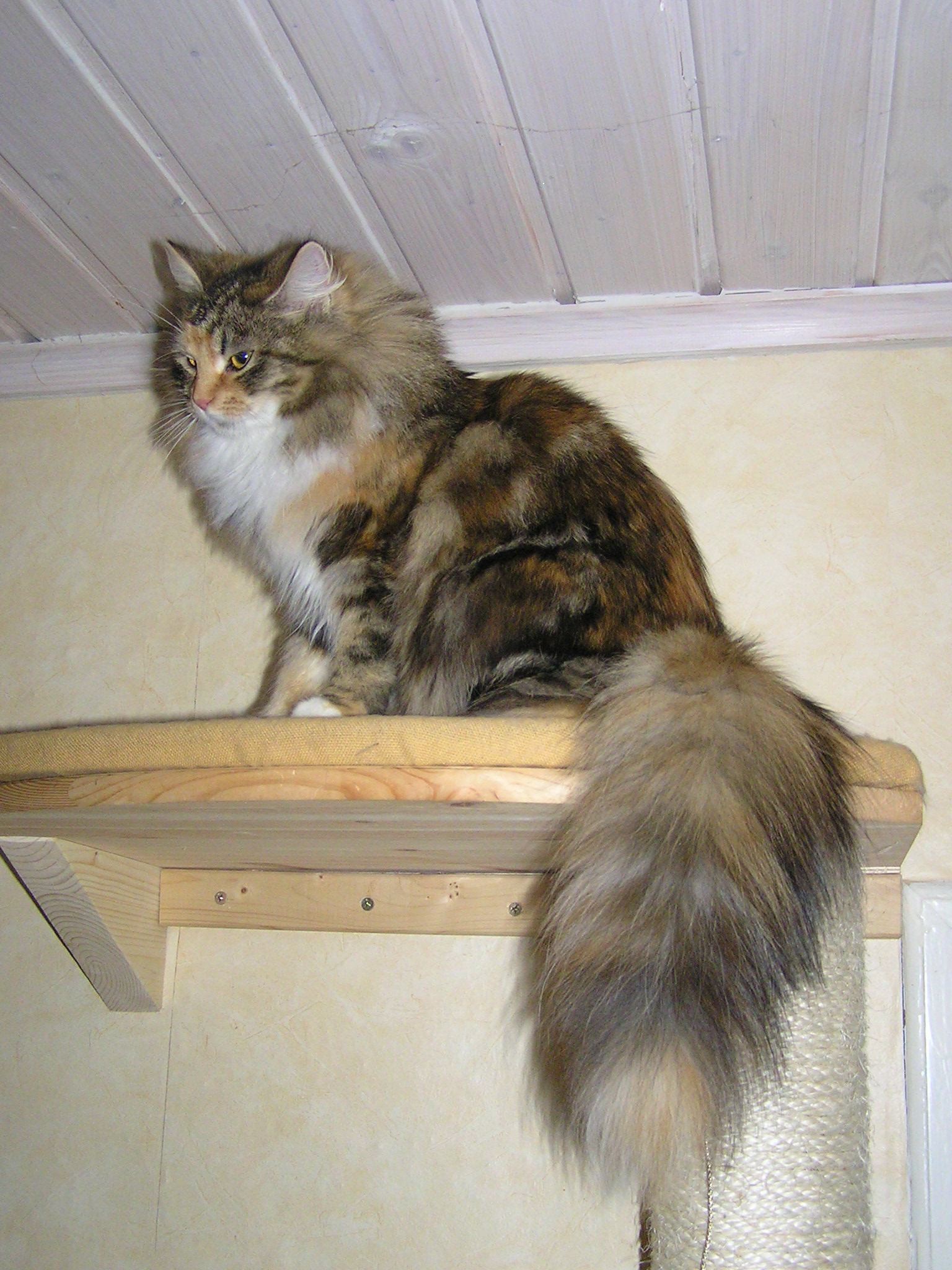
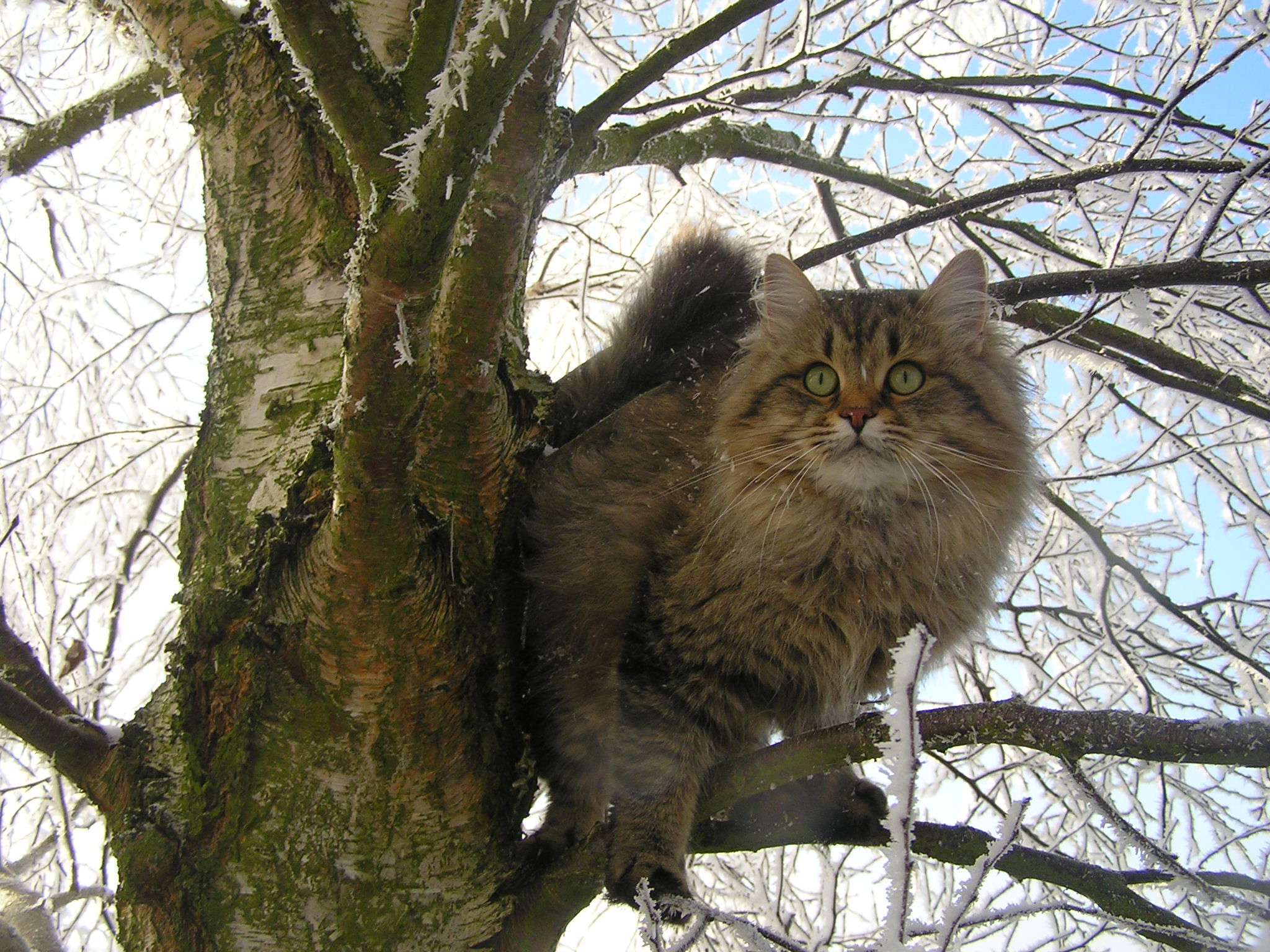
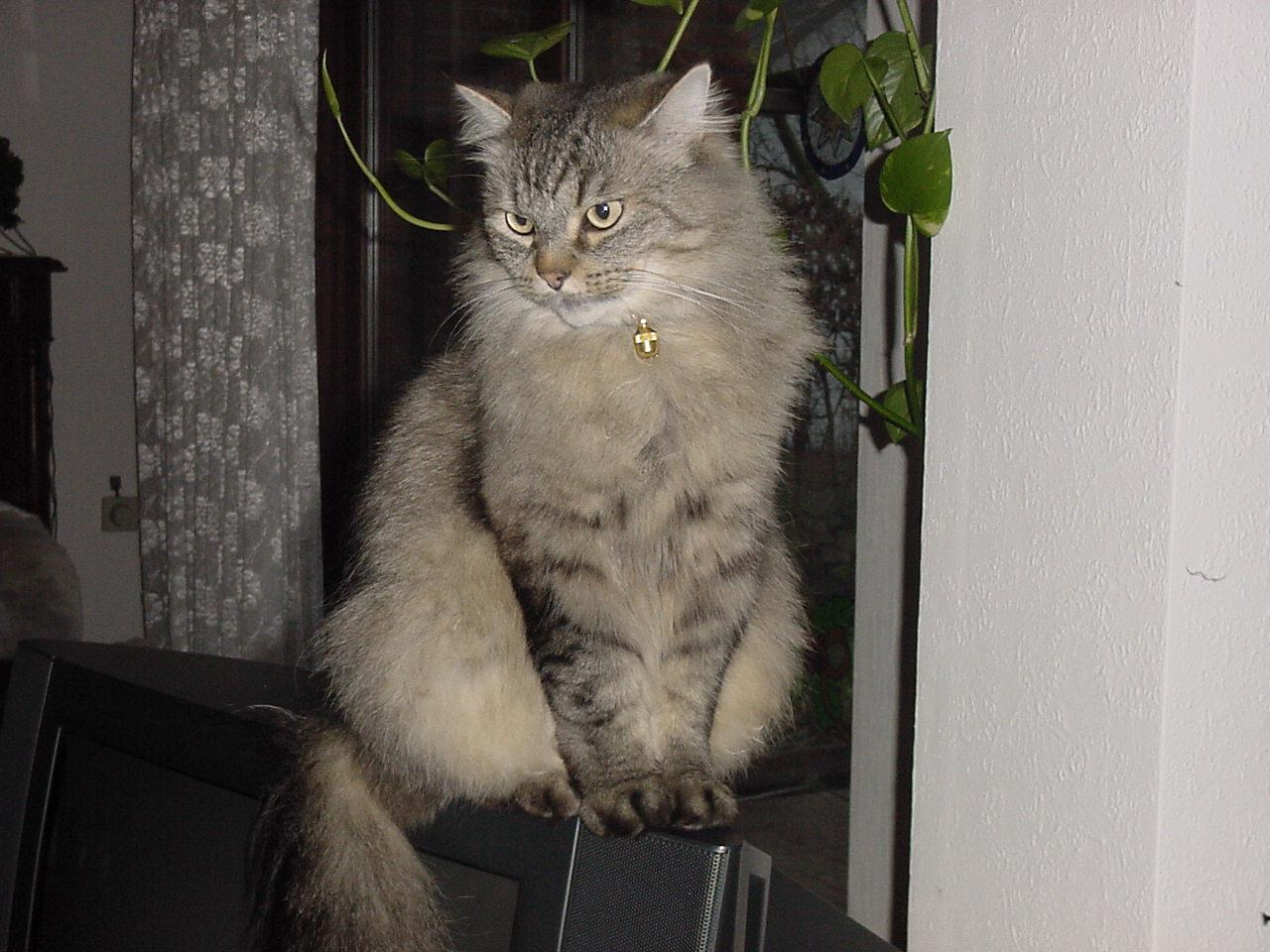
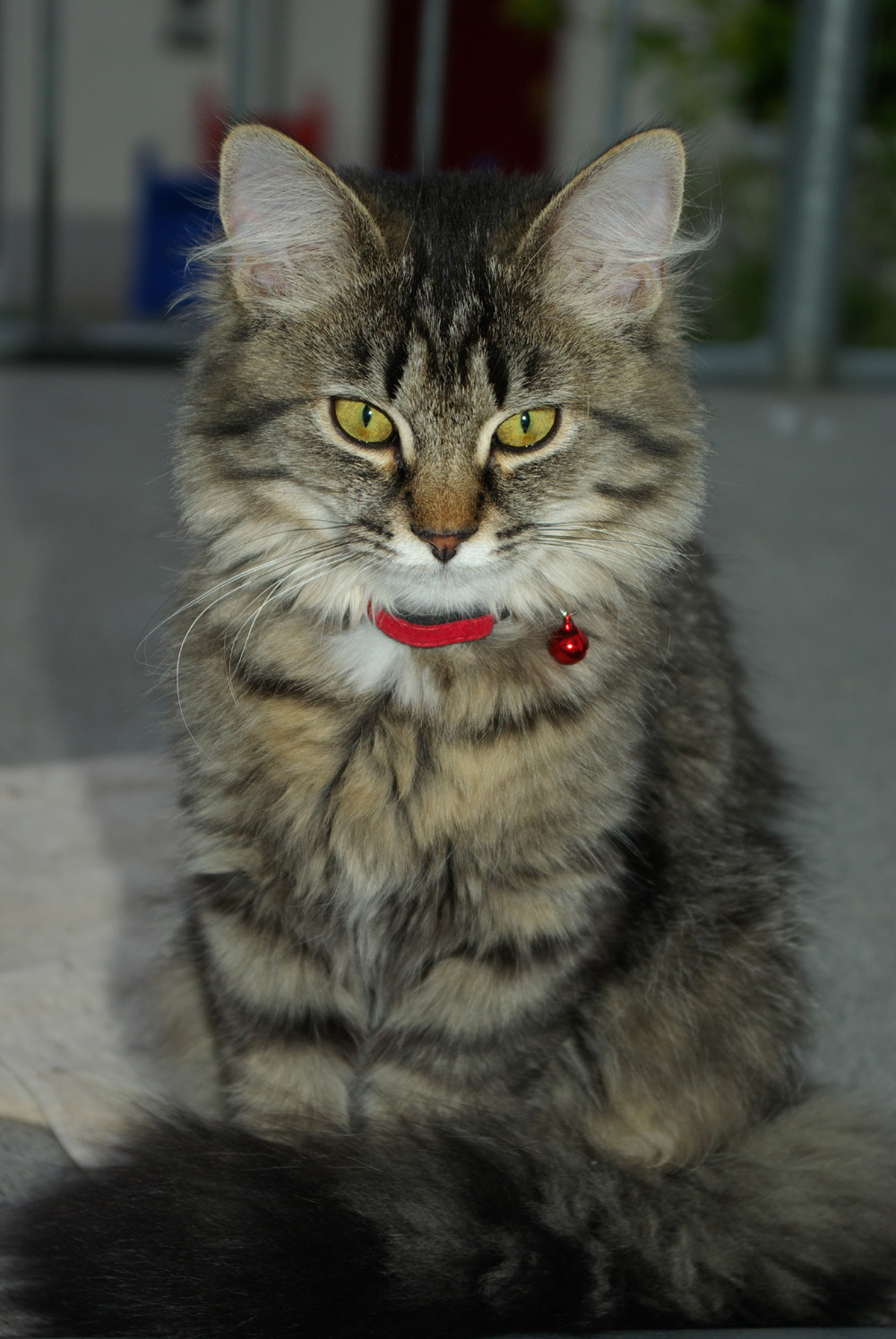
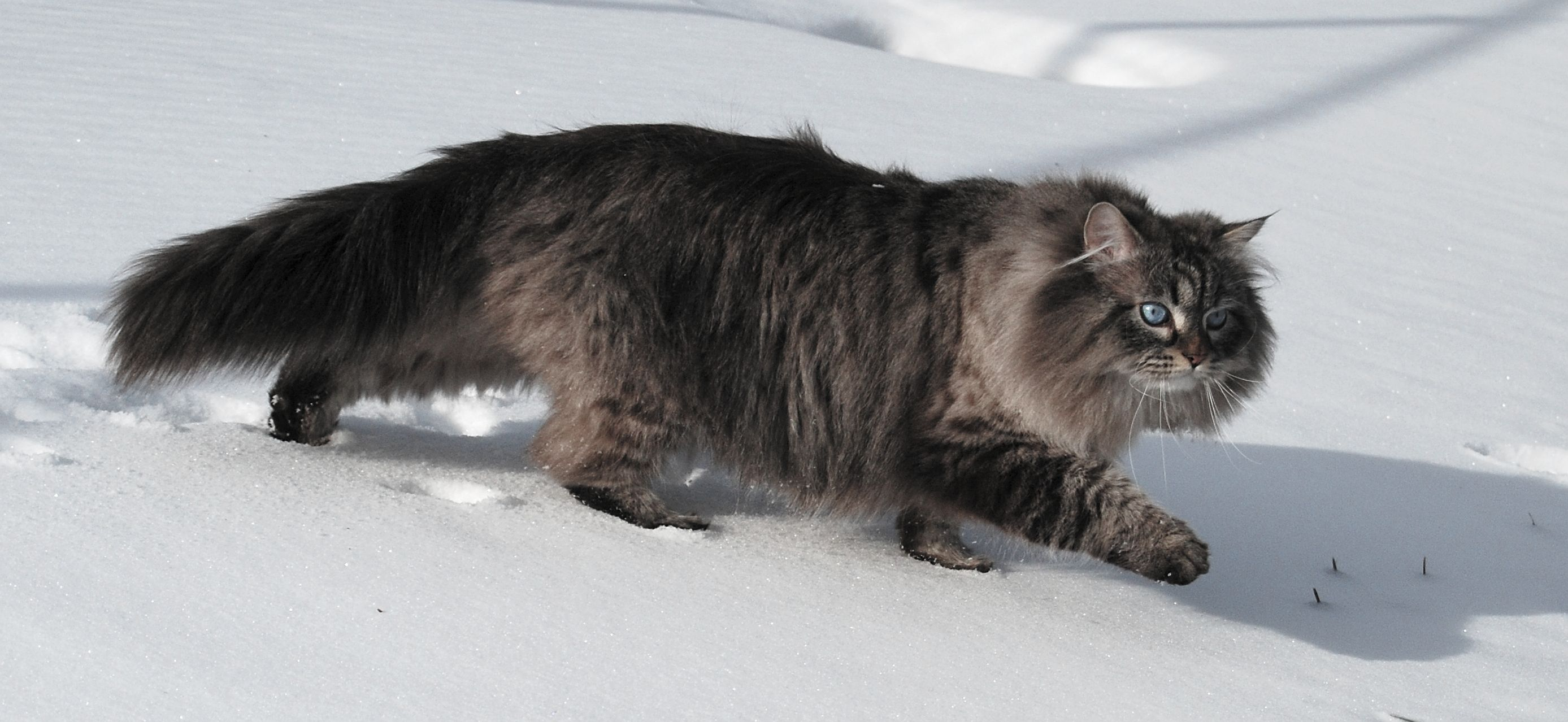